# Rupert Keegan
Rupert Arnold Keegan ou apenas Rupert Keegan, (Westcliff-on-Sea, 26 de fevereiro de 1955 – Elba, 23 de setembro de 2024) foi um automobilista de Fórmula 1 nascido na Inglaterra.  

## Morte
Keegan morreu no dia 23 de setembro de 2024, aos 69 anos.